# Barleria boehmii
Barleria boehmii är en akantusväxtart som beskrevs av Gustav Lindau. Barleria boehmii ingår i släktet Barleria och familjen akantusväxter. Inga underarter finns listade i Catalogue of Life.